# Steinreihe von Quinish

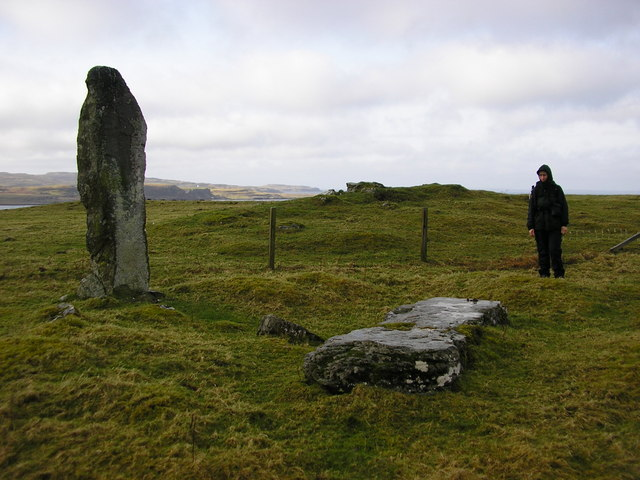
Steinreihe von Quinish

Die früher etwa 10,4 m lange Steinreihe von Quinish (auch Ach' Nan Carragh oder Mingary genannt) liegt nordwestlich von Dervaig im Nordwesten der Isle of Mull in Argyll and Bute in Schottland.
Die Menhire (englisch Standing Stones) der Isle of Mull sind insofern einzigartig für Schottland, als sie oft in Reihen (Baliscate, Dervaig C, Kilmore und Maol Mor) von drei bis fünf Steinen angeordnet sind.
Die Nordwest-Südost orientierten Quinish-Steine befinden sich auf einer Weide am Hang. Es gibt vier Menhire aus Basalt, von denen nur einer in situ steht, die anderen drei liegen. Frühere Berichte erwähnen einen fünften Stein, der heute jedoch fehlt. Der stehende Stein ist über 2,7 m hoch und im Querschnitt rechteckig. Er misst dort 0,45 × 0,33 m. In der Nähe liegen zwei umgefallene Steine und eine fast in der Erde verborgene vierte Säule. 
Auf dem Gelände des nahen Cuckoo House liegt die meernahe Steinkiste von Quinish, ohne Deckstein, in der 1891 ein kleines, gerilltes Gefäß gefunden wurde.  